# Famille Briçonnet
Pour les articles homonymes, voir Briçonnet.
La famille Briçonnet, originaire de Touraine, s'est distinguée depuis les règnes de Charles V et Charles VI,.
Cette famille s'est éteinte au XVIIIe siècle.

## Personnalités
- Katherine Briçonnet (1494-1526), construit le château de Chenonceau avec son mari Thomas Bohier, fille du cardinal Guillaume Briçonnet (1445-1514).
- Jean Briçonnet († 1559), fils du cardinal Guillaume et frère de la précédente, conseiller d'État, trésorier général de Provence et du Dauphiné. Il fait bâtir le château des Réaux. Sa fille Anne épouse en 1524 Robert Dauvet, président à la Chambre des Comptes, d'où Charlotte Dauvet, femme en 1557 de François de Béthune-Locres de Rosny et mère de Sully.

### Les ecclésiastiques
- Robert Briçonnet († 1497), archevêque de Reims et chancelier de France, fils de Jean Briçonnet l'Aîné.
- Guillaume Briçonnet (1445-1514), dit le Jeune ou le « cardinal de Saint-Malo », archevêque de Reims puis de Narbonne, cardinal, frère puîné de Robert Briçonnet et de Guillaume l'Aîné, et fils de Jean Briçonnet l'Aîné.
- Guillaume Briçonnet (1470-1534), évêque de Lodève (1489-1519), évêque de Meaux, fils du cardinal Guillaume Briçonnet (1445-1514).
- Denis Briçonnet (1473-1535), évêque de Toulon, puis de Saint-Malo et de Lodève (1519-1520), fils du cardinal Guillaume Briçonnet (1445-1514).
- Michel Briçonnet (1477-1574), évêque de Nîmes de 1515 à 1554, neveu du cardinal Guillaume et fils de Guillaume l'Aîné.
- Claude Briçonnet, évêque de Nîmes de 1554 à 1561, évêque de Lodève (1561-1566) neveu du précédent, fils de Guillaume de Glatigny et petit-fils de Guillaume l'Aîné.

### Les politiques
- Jean Briçonnet dit l'Aîné († 1493), 1er maire de Tours de 1462 à 1463.
- Jean Briçonnet le Jeune, dit Patron, maire de Tours en 1469, frère cadet de Jean l'Aîné.
- Pierre Briçonnet († 1509), général de six galères, général des finances de Languedoïl de 1493 à 1496, maire de Tours en 1496, fils de Jean l'Aîné.
- François Briçonnet (?-1504), maire de Tours en 1499 et maître de la Chambre aux deniers du roi en 1511, fait construire le château de Candé sur la commune de Monts (Indre-et-Loire), fils de Jean le Jeune et cousin germain du cardinal Guillaume.
- Jean Briçonnet (†1538), neveu du cardinal Guillaume, fils de Guillaume l'Aîné et frère de l'évêque Michel, conseiller du roi au parlement de Paris et vice-chancelier de Bretagne, abbé commendataire de Blanche-Couronne de 1505 à 1538.
- François III Briçonnet (1573-1631), petit-neveu de l'évêque Claude et arrière-petit-fils de Guillaume de Glatigny ci-dessus, maître ordinaire (puis président ?) de la Chambre des comptes de Paris.

### Galerie de portraits

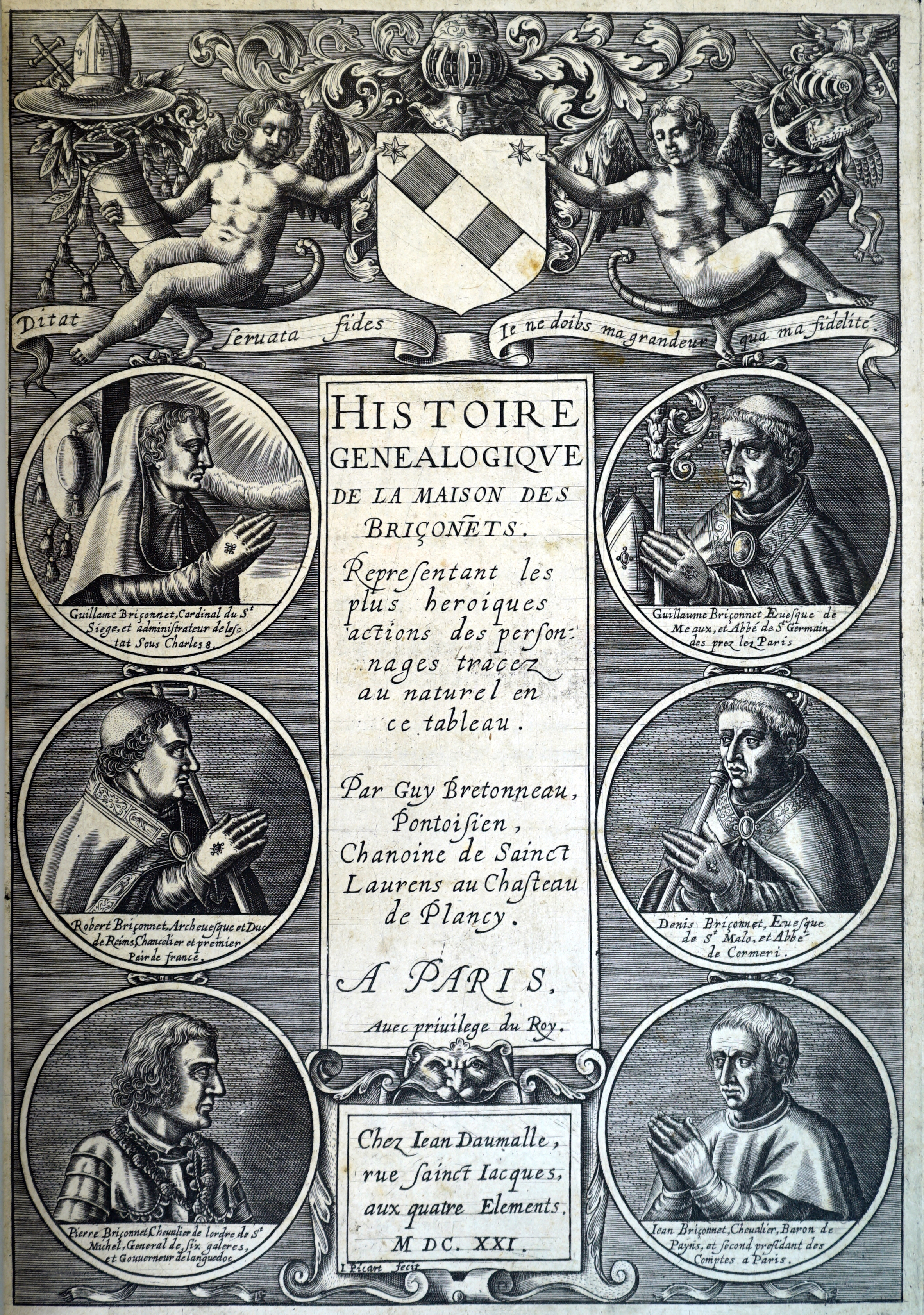
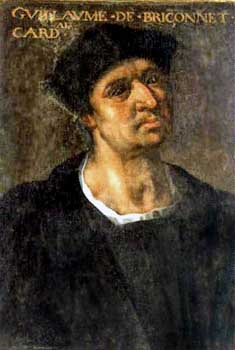
Guillaume Briçonnet (1445-1514), cardinal de Saint-Malo
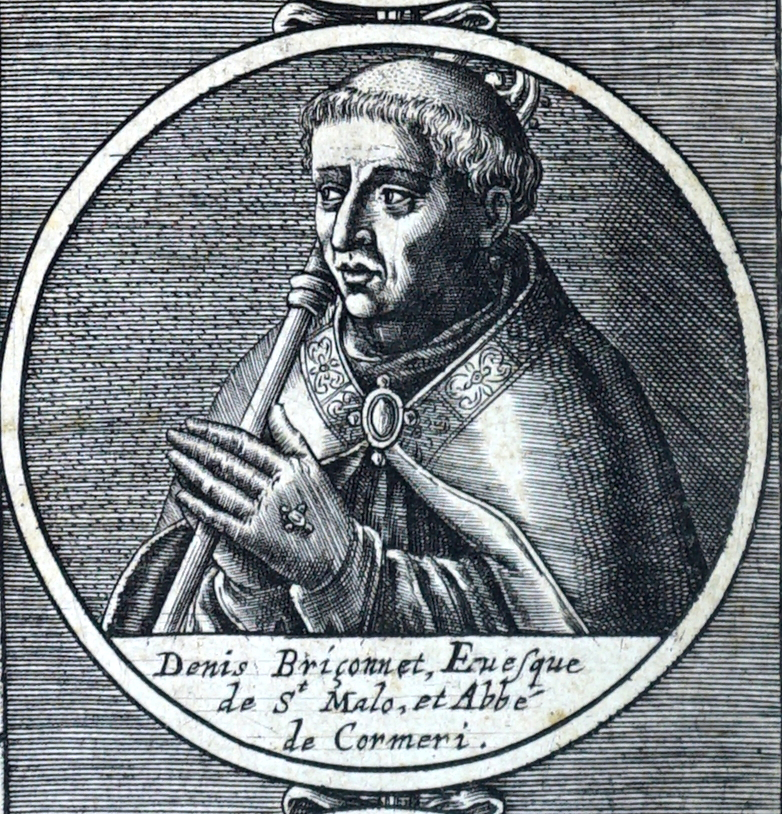
Denis Briçonnet, évêque de St-Malo,
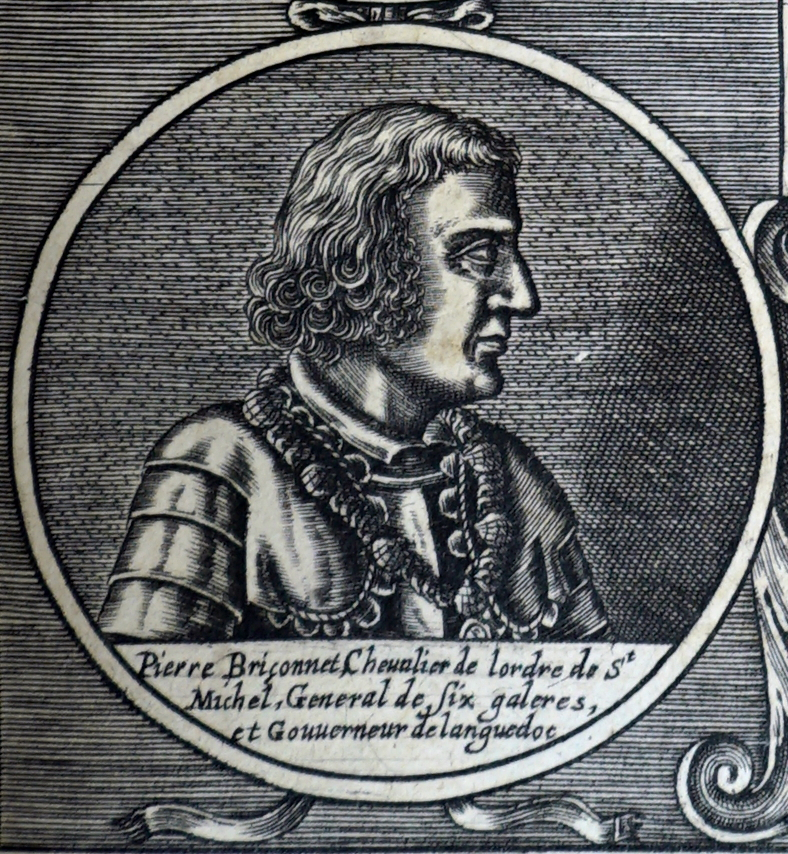
Pierre Briçonnet, gravure Jean Picart, bibliothèque Carnegie (Reims),
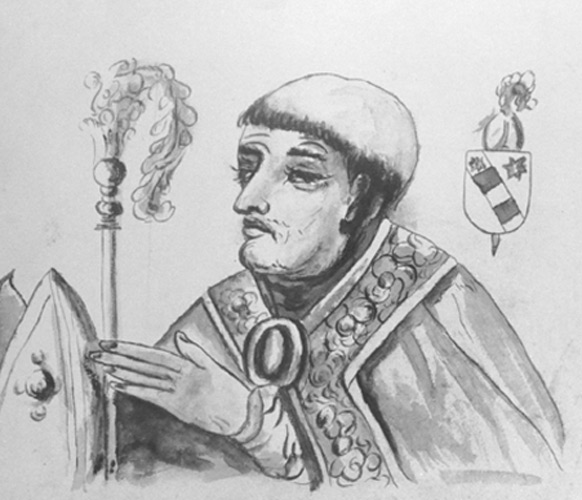
Guillaume Briçonnet (1470-1534), évêque de Meaux
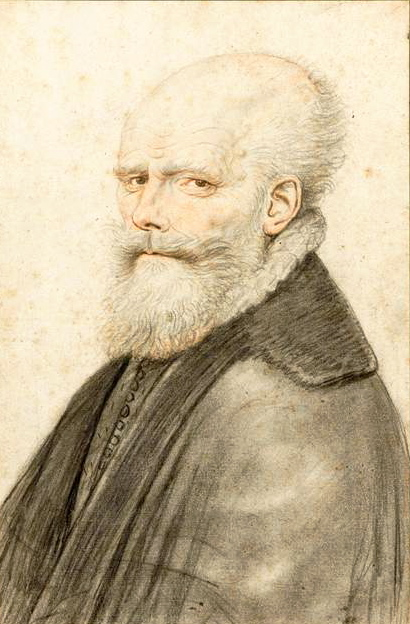
François Briçonnet (1573-1631), par Nicolas Lagneau, musée Condé,
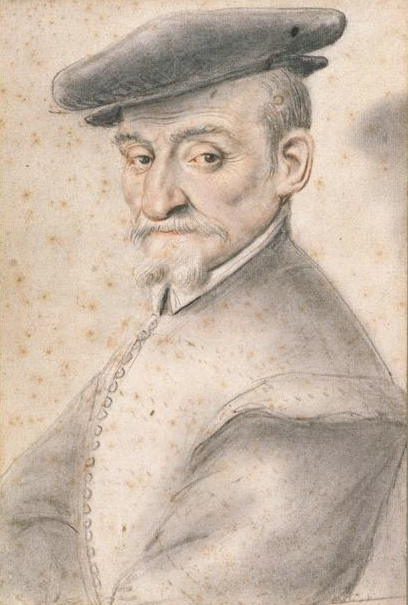
Jean Briçonnet, grand maître des eaux et forêts de France en 1620

## Généalogie
```
Jean Briçonnet
 (†1447), marchand et bourgeois de 
Tours

x : Jeanne Belleteau
│
├──> 
Jean Briçonnet
 (†1493), l'aîné, surnommé 
le père des pauvres
, seigneur de 
Varennes
, de 
Chanfreau
, de la Kaéri (Touraine) et du Portau, 
secrétaire du roi
, 
1
er
 
maire de Tours
 en 1462
│     x : Jeanne Berthelot (†1510), fille de Jean Berthelot, 
Maître de la Chambre aux Deniers
 du 
roi
; et de Perronnelle Thoreau
│     │
│     
├──>
 Guillaume Briçonnet l'Aîné (†1477), seigneur de la Kaëri et du Portau, auditeur des 
comptes
 en 1467, conseiller au 
parlement
 en 1469 
│     │     x : Jeanne Brinon (†1535), fille de Guillaume Brinon et de Jeanne Boilesve
│     │     │
│     │     ├──> Jean Briçonnet (†1538), seigneur de la Kaëri et du Portau, et de Villedomble, conseiller au 
parlement de Paris
 en 1491, vice-chancelier de Bretagne, 
chanoine
 de l'église de Paris et 
abbé
 de 
Blanche-Couronne

│     │     │

Seigneur de Glatigny
 
(
Aller à la fin
)

Seigneur de Levesville
 
(
Aller à la fin
)

│     │     ├──> Guillaume Briçonnet (†1534), seigneur de 
Glatigny
 (près de 
Versailles
), trésorier de la maison de la reine Jeanne de France (fille de 
Henri II
) en 1506-1511, 
receveur général
 du 
Maine

│     │     │     x 1506 : Claude de Levesville, fille de Michel de Levesville, seigneur de 
Levesville
 en 
Beauce
; et de Claude de la Faydidie
│     │     │     │
│     │     │     
├──>
 Guillaume Briçonnet, 
chanoine
 de 
Chartres
, 
prieur
 de Chênegalon, céda son 
droit d'aînesse
 à son frère
│     │     │     │
│     │     │     
├──>
 Jean Briçonnet, seigneur de Glatigny, d'Achères, de Boisfoucher et de Villedomble, président des généraux en la 
cour des aides

│     │     │     │     x : Étiennette de Bérulle, veuve de... seigneur de Foras et grand-tante du cardinal Pierre de Bérulle, fille de Jacques de Bérulle, seigneur de Bailly, et d'Anne Ponnard
│     │     │     │     │  
│     │     │     │     ├──> François Briçonnet (1592-1673
[
5
]
), seigneur de Glatigny, conseiller en la 
cour des aides

│     │     │     │     │     x (avant 1597) : Clémence d'Elbène (†1624), fille de Thomas d'Elbène (†1593
[
5
]
), 
secrétaire du roi
; et de Charlotte janvier
│     │     │     │     │     │
│     │     │     │     │     ├──> Alexandre Briçonnet, seigneur de Glatigny, 
général des finances

│     │     │     │     │     │     x : Françoise Maynard (†1660), fille de Charles Maynard, seigneur de Loire et de Bellefontaine, conseiller au parlement, et de Françoise de Besançon
│     │     │     │     │     │     │ 
│     │     │     │     │     │     ├──> Charles Briçonnet (1621-1680), seigneur de Glatigny (près de 
Versailles
)
[
6
]
, 
conseiller du roi
 
Louis XIV
 en 1659, président au parlement de Metz
│     │     │     │     │     │     │     x : Angélique Crêpin, fille de Guillaume Crêpin, seigneur de l'Epine, conseiller au parlement
│     │     │     │     │     │     │     x : Madeleine Petau (†1702), fille d'Alexandre Pétau, conseiller au parlement
│     │     │     │     │     │     │     │
│     │     │     │     │     │     │     ├──> Alexandre Briçonnet, seigneur de Glatigny, 
mousquetaire
 puis sous-lieutenant régiment 
Gardes-Françaises
 (1682), sous-aide-major (1690), lieutenant (1692), capitaine commandant de la colonelle (1707)
│     │     │     │     │     │     │     │
│     │     │     │     │     │     │     ├──> Guillaume Briçonnet, major d'infanterie du régiment du roi
│     │     │     │     │     │     │     │
│     │     │     │     │     │     │     ├──> Marie Briçonnet (†1724)
│     │     │     │     │     │     │     │     x 1703 : Charles Huot, seigneur du Haut-Moulin, 
secrétaire du roi

│     │     │     │     │     │     │     │
│     │     │     │     │     │     │     └──>... Briçonnet
│     │     │     │     │     │     │           x : Alexandre Gillot, seigneur d'
Aligny
, officier de la 
Maison
 de la 
reine mère
 de 1627 à 1631 (panetier puis écuyer), fils cadet de Philibert Gillot, marquis de Courson, avocat au Parlement
│     │     │     │     │     │     │ 
│     │     │     │     │     │     ├──> Guillaume Briçonnet, seigneur des Angliers près de la Rochelle
│     │     │     │     │     │     │     x : Catherine Bertineau
│     │     │     │     │     │     │ 
│     │     │     │     │     │     ├──> Barthélemy Briçonnet, seigneur du Treuil-aux-Secrets, Pays d'Aunis
│     │     │     │     │     │     │     x : Jeanne Marie du Breuil 
│     │     │     │     │     │     │
│     │     │     │     │     │     ├──> Clémence Briçonnet (†1691)
│     │     │     │     │     │     │     x : Denis Maréchal, seigneur de Vaugirard, conseiller de la 
cour des aides
   
│     │     │     │     │     │     │ 
│     │     │     │     │     │     └──> Françoise Briçonnet (†1699)    
│     │     │     │     │     │           x 1639 : Jérôme Thibaut, seigneur de Beaurains, maître des comptes 
│     │     │     │     │     │

Seigneur de La Chaussée

│     │     │     │     │     ├──> André Briçonnet (†1652), seigneur du Mesnil et de 
la Chaussée
, auditeur des comptes
│     │     │     │     │     │     x : Louise Pithou, fille d'Antoine Pithou, seigneur de Saint Léger
│     │     │     │     │     │     │

Germigny

│     │     │     │     │     │     ├──> François-Bernard Briçonnet (†1688), 
la Chaussée
, marquis d'
Oysonville
, baron de 
Germigny
 et de Château-Renard
[
7
]
, lieutenant des chasses de Saint-Germain et de Versailles
│     │     │     │     │     │     │     x : Françoise Le Prevost (†1702), fille de Paul Le Prevost, seigneur 
Oysonville
; et de Marie Chahu. Arrière-petite-fille de Marguerite 
du Drac
 et d'Augustin Le Prevost.
│     │     │     │     │     │     │     │
│     │     │     │     │     │     │     ├──> François Briçonnet, marquis d'
Oysonville
, seigneur de 
la Chaussée

│     │     │     │     │     │     │     │     x 1700 : Marie-Madeleine de Sève, fille de Jean de Sève, seigneur de 
Chatignonville
, capitaine au régiment des 
Gardes-Françaises
; et de Marie de Bernage
[
8
]

│     │     │     │     │     │     │     │     │
│     │     │     │     │     │     │     │     ├──> Paul-Guy-Charles Briçonnet (†1734 
bataille de Parme
), marquis d'
Oysonville
, capitaine au régiment du roi, colonel régiment de Blois
│     │     │     │     │     │     │     │     │
│     │     │     │     │     │     │     │     ├──> Claude-Henri Briçonnet, officier dans le même régiment
│     │     │     │     │     │     │     │     │
│     │     │     │     │     │     │     │     ├──> Paul-Guillaume-Charles Briçonnet
│     │     │     │     │     │     │     │     │
│     │     │     │     │     │     │     │     └──> Geneviève-Claude Briçonnet, héritière du marquisat d'
Oysonville

│     │     │     │     │     │     │     │           x 1734 : André-René du Pont d'Aubevoye (1707-1755)
[
9
]

│     │     │     │     │     │     │     │
│     │     │     │     │     │     │     └──> Paule-Louise-Marie Briçonnet (†1726), dame de 
Germigny
[
10
]

│     │     │     │     │     │     │           x 1690 : Jean-Baptiste-François-Angélique 
Frézeau
 (1672-1711), marquis de 
Monts
 (1702), marquis de 
La Frézelière
, lieutenant-général de l'artillerie    
│     │     │     │     │     │...

Fin des seigneurs de Germigny
   
│     │     │     │     │     │
│     │     │     │     │     ├──> Thomas Briçonnet (†1658, à 60 ans
[
5
]
), seigneur de Glatigny
[
11
]
, conseiller de la 
cour des aides

│     │     │     │     │     │     x : 1630 : Madeleine le Picart (†1691), fille de Jean le Picart, seigneur du Plessis, et de Jeanne Sublet
│     │     │     │     │     │     │
[
8
]

Fin des seigneurs de Glatigny

Seigneur des Tournelles

│     │     │     │     │     │     ├──> Jean Briçonnet, seigneur des Tournelles, conseiller en la 
cour des aides
 à Paris
│     │     │     │     │     │     │     x : Marie-Françoise Sevin (†1716), fille de Guy Sevin, seigneur de Gaumers-la-Ville; et de Marguerite Pichon
│     │     │     │     │     │     │     │
│     │     │     │     │     │     │     ├──> Jean Briçonnet
│     │     │     │     │     │     │     │
│     │     │     │     │     │     │     └──>... Briçonnet (†1703, mort au combat), colonel de régiment d'infanterie
[
12
]

│     │     │     │     │     │     │
│     │     │     │     │     │     ├──> François Briçonnet (†1667, au 
siège de Lille
), lieutenant au régiment de Piémont 
│     │     │     │     │     │     │
│     │     │     │     │     │     ├──> Jean-Baptiste Briçonnet (†1723), chevalier de Malte, trésorier de l'ordre, commandant de Fiesse
│     │     │     │     │     │     │
│     │     │     │     │     │     ├──> Thomas Briçonnet (†1694), seigneur de Germigny (en partie) 
│     │     │     │     │     │     │
│     │     │     │     │     │     ├──> Madeleine Briçonnet (†1653)
│     │     │     │     │     │     │     x : Pierre Hillerin, seigneur du Bois, maître d'hôtel du roi
│     │     │     │     │     │     │
│     │     │     │     │     │     ├──> Françoise Briçonnet (†1694)
│     │     │     │     │     │     │     x : Antoine-René le Tellier (†1681), seigneur de Morsan, conseiller en la 
cour des aides
 à Paris en 1639
│     │     │     │     │     │     │
│     │     │     │     │     │     ├──> Colombe Briçonnet, religieuse à Fontaine-les-Nones près de Meaux
│     │     │     │     │     │     │
│     │     │     │     │     │     ├──> Claire Briçonnet, religieuse à Haute-Bruyère
│     │     │     │     │     │     │
│     │     │     │     │     │     └──> Catherine Briçonnet
│     │     │     │     │     │
│     │     │     │     │     ├──> Marguerite Briçonnet
│     │     │     │     │     │     x : Antoine Tenon, baron de la Guerche, conseiller au 
Grand Conseil
 
│     │     │     │     │     │
│     │     │     │     │     ├──> Catherine Briçonnet (†1680, à 82 ans
[
5
]
)
│     │     │     │     │     │     x 1621 : Adrien du Drac, baron d'Annevoux, gouverneur de 
Dampvilliers

│     │     │     │     │     │
│     │     │     │     │     ├──> Anne Briçonnet, religieuse à Fontaine
│     │     │     │     │     │
│     │     │     │     │     ├──> Jeanne Briçonnet, religieuse à Collinance
│     │     │     │     │     │
│     │     │     │     │     ├──> Louise Briçonnet, religieuse à 
Chelles

│     │     │     │     │     │
│     │     │     │     │     └──> Charlotte Briçonnet, religieuse à Bellomer
│     │     │     │     │
│     │     │     │     ├──> Jean Briçonnet
│     │     │     │     │
│     │     │     │     ├──> Charles Briçonnet, seigneur de Villedomble
│     │     │     │     │ 
│     │     │     │     ├──> Charlotte Briçonnet
│     │     │     │     │     x : Guillaume de Baillon, seigneur de 
Louans
, maître des 
comptes

│     │     │     │     │
│     │     │     │     └──> Marie Briçonnet
│     │     │     │           x : Étienne le Tonnelier, seigneur de Conty, conseiller au 
Grand Conseil

│     │     │     │
│     │     │     
├──>
 François (Ier) Briçonnet, seigneur de 
Levesville
, de la Kaëri et du Portau, conseiller au 
parlement
 en 1544 
│     │     │     │     x(1) : Jeanne Tanel, fille de François Tanel, 
podestat
 de 
Milan

│     │     │     │     │
│     │     │     │     
├──>
 François (II) Briçonnet (1542
[
13
]
-1610), seigneur de 
Levesville
 et de la Kaëri, conseiller au 
parlement
 en 1568
│     │     │     │     │     x : Marie le Lièvre, dame du Chênoy, fille de Jacques le Lièvre, seigneur du 
Chênoy
, correcteur des 
comptes
; et de Jeanne de Thou
│     │     │     │     │     │

Seigneur de Magnanville
 
(
Aller à la fin
)

Seigneur d'Auteuil

│     │     │     │     │     ├──> François (III) Briçonnet (1573-1631
[
13
]
), seigneur de 
Levesville
, d'
Auteuil
, de 
Quinquempoix
, maître ordinaire puis président (?) en la 
chambre des comptes
 de Paris
│     │     │     │     │     │     x : Élisabeth, alias Anne, de Landes
[
14
]
 (sa sœur Marie épouse 
Chrétien de Lamoignon
), dame de 
Magnanville
, fille Guillaume de Landes († 1630), conseiller au 
parlement
; et de Bonne de Vitry. Veuve elle se remarie en 1633 avec Jean de Flesselles († 1649)
[
15
]
 ou Flexelles, président en la 
chambre des comptes
 de Paris, vicomte de Corbeil et seigneur de Tigery en 1642
│     │     │     │     │     │     │
│     │     │     │     │     │     └──> Guillaume Briçonnet (†1674), seigneur de 
Levesville
, de 
Magnanville
, d'
Auteuil
, de 
Quinquempoix
, conseiller au 
parlement
 en 1635, 
maître des requêtes
 en 1641, président au 
Grand Conseil

│     │     │     │     │     │           x : Marguerite Amelot (1619-1684), fille de 
Jacques Amelot
, président aux 
requêtes
 du palais; et de Catherine de Creil

Fin des seigneurs de Levesville
 
│     │     │     │     │     │           │

Seigneur de Millemont
 et de 
Villarceaux

Seigneur de Rosay
 
(
Aller à la fin
)

│     │     │     │     │     │           ├──> François (IV) Briçonnet (1640
[
13
]
-1705), comte d'
Auteuil
, seigneur de 
Millemont
, de Garancières, de Villiers, de 
Villarceaux
, président en la 
3
e
 
chambre des enquêtes

│     │     │     │     │     │           │     x : Geneviève Courtin (†1697), dame de 
Rosay
, fille de Nicolas Courtin, seigneur de 
Rosay
; et de Françoise du Drac
│     │     │     │     │     │           │     │
│     │     │     │     │     │           │     ├──> Guillaume Briçonnet (†1713), seigneur de 
Millemont
, marquis de 
Rosay
, comte d'
Auteuil
, avocat général au 
Grand Conseil
, conseiller au 
parlement
, président en la 
3
e
 
chambre des enquêtes

│     │     │     │     │     │           │     │     x 1697 : Charlotte Croiset, fille de louis-Alexandre Croiset, président en la 
4
e
 
chambre des enquêtes
, puis conseiller d'honneur; et de Catherine Rossignol
│     │     │     │     │     │           │     │     │
│     │     │     │     │     │           │     │     ├──> François-Guillaume Briçonnet, seigneur d'
Auteuil
, conseiller au 
parlement
 en 1718, président en la 
3
e
 
chambre des enquêtes

│     │     │     │     │     │           │     │     │     x 1723 : Marie-Cécile Moufle (1706-1728)
[
13
]
, fille de Louis-François Moufle, seigneur de Champigny, trésorier général de la Marine; et de Françoise Angélique Chupin
│     │     │     │     │     │           │     │     │     x 1728 : Élisabeth Lambert d'Herbigny, fille de Pierre-Charles Lambert d'Herbigny, marquis de Thibouville, 
conseiller d'État
; et de Louise-Françoise-Armande d'Estrade
│     │     │     │     │     │           │     │     │
│     │     │     │     │     │           │     │     └──> Jacques-Alexandre Briçonnet (1705
[
13
]
-1740), d'Auteuil, conseiller au 
parlement

│     │     │     │     │     │           │     │          x 1733 :... Thibert des Marais  
│     │     │     │     │     │           │     │
│     │     │     │     │     │           │     └──> Jacques-François Briçonnet (†1737), 
chanoine
 de l'
église de Paris
, puis 
chevalier de Malte
 
│     │     │     │     │     │           │
│     │     │     │     │     │           ├──> Jean-Baptiste Briçonnet (†1698), seigneur de 
Magnanville
, conseiller au 
parlement

Fin des seigneurs de Magnanville

│     │     │     │     │     │           │     x : Anne-Marie Girard (†1716), fille de Louis Girard, seigneur de 
Villetaneuse
, 
procureur général
 de la 
chambre des comptes
; et de Marie Royer
│     │     │     │     │     │           │
│     │     │     │     │     │           └──> Marie Briçonnet
│     │     │     │     │     │
│     │     │     │     │     ├──> Nicolas Briçonnet (mort jeune au collège)
│     │     │     │     │     │
│     │     │     │     │     ├──> Jean Briçonnet, seigneur du Chênoy et de la Kaëri, grand maître des 
Eaux et Forêts de France
 en 1620, chevalier de l'
ordre de Saint-Michel
, 
conseiller d'État

│     │     │     │     │     │     x : Françoise Danez, fille de Georges Danez, auditeur des 
comptes
; et de Françoise Bolard
│     │     │     │     │     │ 
│     │     │     │     │     └──> Marie Briçonnet (†1629
[
16
]

│     │     │     │     │           x 1598
[
16
]
 : Philippe de Valliquerville (†1610), seigneur de 
Valliquerville
, de 
La Londe
, gouverneur de 
Mantes
 et de 
Meulan
[
17
]
 
│     │     │     │     │
│     │     │     │     
├──>
 Antoine Briçonnet, seigneur du Portau, conseiller au 
parlement
 en 1577, 
maître des requêtes
 en 1586
│     │     │     │     │     x : Catherine le Grand, fille de Benoit le Grand, seigneur du Plessis, maître des 
comptes
; et de Charlotte de Boudeville
│     │     │     │     │

Seigneur de Lessay
 
(
Aller à la fin
)

│     │     │     │     
├──>
 Charles Briçonnet, seigneur de 
Lessay
, de Launay, de Meusnières, au service du 
duc d'Alençon
 
François de France

│     │     │     │     │     x : Isabelle Minard, fille de Pierre Minard (†1571), conseiller au 
Parlement de Paris
 en 1555 ; et de Claude de la Guette
│     │     │     │     │     │
│     │     │     │     │     ├──> François Briçonnet (†1656), 
abbé
 du 
Gué-de-Launay-en-Vendômois
, prévôt de 
Saint-Martin de Tours

│     │     │     │     │     │

Seigneur de Feucherolles

│     │     │     │     │     ├──> Jean Briçonnet, seigneur de 
Lessay
, de Launay et d'Eure
│     │     │     │     │     │     x(1) 1630) : Louise Pluvinel, fille d'
Antoine Pluvinel
, seigneur du 
Plessis-Feucherolles
; et de Marie de Mancel
│     │     │     │     │     │     │
│     │     │     │     │     │     ├──> Guillaume Briçonnet (†1702)
[
13
]
, seigneur de 
Feucherolles
 et de Launay
│     │     │     │     │     │           x : Anne du Poncel (†1696)
│     │     │     │     │     │           │
│     │     │     │     │     │           ├──> Pierre Gabriel Briçonnet, seigneur de 
Feucherolles

│     │     │     │     │     │           │
│     │     │     │     │     │           ├──> Charles-Henri Briçonnet, 
chanoine régulier
 de l'
abbaye de Saint-Victor

│     │     │     │     │     │           │
│     │     │     │     │     │           └──> Marie-Anne Briçonnet (1650-1725)
│     │     │     │     │     │                 x 1716 : Charles de Biencourt (1679-1760), seigneur de Poutrincourt
[
13
]
, de 
Feucherolles

│     │     │     │     │     │
│     │     │     │     │     │     x(2) : Philippe de Villiers
│     │     │     │     │     │     │
│     │     │     │     │     │     ├──> Pierre Briçonnet, seigneur de Launay et de 
Crespières
 (près de 
Saint-Germain
)
│     │     │     │     │     │     │     x  
│     │     │     │     │     │     │     │
│     │     │     │     │     │     │... (2 fils)
│     │     │     │     │     │     │ 
│     │     │     │     │     │     ├──> Louis Briçonnet
│     │     │     │     │     │     │
│     │     │     │     │     │     └──> Henri Briçonnet, seigneur de 
Feucherolles
 et de 
Lessay
, enseigne des 
gardes du corps du roi

│     │     │     │     │     │           x 1689 : Anne-Étiennette Doullé, fille de Jean Doullé, auditeur des 
comptes
; et de Françoise Naudet 
│     │     │     │     │     │

Seigneur de Meusnières
    
│     │     │     │     │     ├──> Jacques Briçonnet, seigneur de Meusnières
│     │     │     │     │     │     x(1) : Jacqueline Gassot, fille de Julien (Jules ?) Gassot, 
secrétaire du roi

│     │     │     │     │     │     │
│     │     │     │     │     │     ├──> Charles Briçonnet, lieutenant au 
régiment de Navarre

│     │     │     │     │     │     │
│     │     │     │     │     │     ├──> Étienne Briçonnet, seigneur de Saint-Benoît
│     │     │     │     │     │     │
│     │     │     │     │     │     ├──> Isabelle Briçonnet
│     │     │     │     │     │           x 1642 : Antoine Fagnet, seigneur du Potel en 
Vexin

│     │     │     │     │     │
│     │     │     │     │     │     x(2) : Marie Bertreau, fille de Samuel Bertreau, seigneur de Beauregard; et de Claude de Montaudion
│     │     │     │     │     │     │
│     │     │     │     │     │     ├──> Antoine Briçonnet
│     │     │     │     │     │     │
│     │     │     │     │     │     ├──> Isabelle Briçonnet
│     │     │     │     │     │     │     x 1653 : Jean de la Fontaine (†1662), seigneur de Bachets et de Villepesque, lieutenant colonel régiment de Melun, cavalerie, fils de Pierre de la Fontaine et de Madeleine de Donon (†1645)
│     │     │     │     │     │     │
│     │     │     │     │     │     ├──> Henriette Briçonnet, religieuse 
ursuline
 à 
Mantes

│     │     │     │     │     │     │
│     │     │     │     │     │     ├──> Louise Briçonnet, religieuse 
ursuline
 à 
Mantes

│     │     │     │     │     │     │
│     │     │     │     │     │     ├──> Renée Briçonnet, religieuse 
ursuline
 à 
Mantes

│     │     │     │     │     │     │
│     │     │     │     │     │     ├──> Marie Briçonnet
│     │     │     │     │     │     │
│     │     │     │     │     │     └──> Anne Briçonnet
│     │     │     │     │     │
│     │     │     │     │     │     x(3) : Catherine de Meaux, fille de Charles de Meaux, seigneur de 
Survilliers
; et de Catherine de Donon
│     │     │     │     │     │
│     │     │     │     │     ├──> Charles Briçonnet, seigneur de 
Lessay
, 
maître d'hôtel du roi

│     │     │     │     │     │     x 1631 : Renée de Pincé, fille de Pierre de 
Pincé
, seigneur du Bois-de-
Pincé
, maître des 
comptes
; et de Madeleine Presvot

Fin des seigneurs de Lessay
 
│     │     │     │     │     │
│     │     │     │     │     ├──> Jeanne Briçonnet
│     │     │     │     │     │     x : Charles de Graffart, seigneur de Vacherisse en 
Beauce

│     │     │     │     │     │
│     │     │     │     │     ├──> Marie Briçonnet
│     │     │     │     │     │     x : Charles Vaultier, seigneur de 
Petitmont

│     │     │     │     │     │
│     │     │     │     │     ├──> Louise Briçonnet, religieuse à 
Saint-Cyr

│     │     │     │     │     │
│     │     │     │     │     └──> Madeleine-Diane Briçonnet, religieuse aux 
Filles-Dieu
 de Rouen, puis à 
Saint-Cyr

│     │     │     │     │     
│     │     │     │     
├──>
 Jeanne Briçonnet
│     │     │     │     │     x : Jacques le Clerc, dit Cottier, 
baron
 d'Aunay
│     │     │     │     │
│     │     │     │     
├──>
 Antoinette Briçonnet
│     │     │     │     │     x : Christophe-Hector de Marle, seigneur de Versigny, maître des requêtes
│     │     │     │     │
│     │     │     │     
├──>
 Françoise Briçonnet, religieuse à 
Gercy

│     │     │     │     │
│     │     │     │     
├──>
 Charlotte Briçonnet, religieuse à 
Malnoue

│     │     │     │     │
│     │     │     │     
├──>
 Marie Briçonnet, religieuse à Poissy, 
prieure
 des 
Filles-Dieu
 de Rouen, 
abbesse
 de Grisenon en 
Auxerrois

│     │     │     │     
│     │     │     │     x(2) : Antoinette Boucher (†1572), fille de Pierre Boucher, seigneur d'
Orçay
; et de Michelle de la Grange 
│     │     │     │     x(3) : Marie le Cirier, fille de Robert le Cirier; et de Marie de Moulineaux
│     │     │     │     │
│     │     │     │     
└──>
 Marie Briçonnet 
│     │     │     │           x 1581 : Philippe le Bouteiller de 
Senlis
, seigneur de 
Moncy
-le-Vieil
│     │     │     │     
│     │     │     
├──>
 
Claude Briçonnet
, 
évêque de Lodève
 de 1561 à 1566
│     │     │     │
│     │     │     
├──>
 Jeanne Briçonnet (†1548), morte le 14 janvier et enterrée aux 
Blancs-Manteaux

│     │     │     │     x 1533 : Robert Piédefer (†1549), seigneur de 
Guyencourt
, conseiller au 
parlement de Paris
, mort au voyage de Jérusalem à 
Tripoli de Syrie
 le 29 août 1549
[
18
]
, un monument funéraire et une plaque avec son épitaphe se trouvait dans l'
église Saint-Victor de Guyancourt
 (plaque aujourd'hui au 46 avenue de Paris à Versailles)
[
19
]

│     │     │     │     │
│     │     │     │     ├──> Anne Piédefer
│     │     │     │     │     x 1560 : Jean Huault (1539-1606), seigneur de Vaires
│     │     │     │...
│     │     │     │
│     │     │     
├──>
 Louise Briçonnet
│     │     │     │     x : Louis Allegrin ou Allegrain (†1554), 
seigneur de la grande Paroisse
, conseiller au 
parlement

│     │     │     │     │     
│     │     │     │     ├──> Isabelle Allegrain
│     │     │     │     │     x : Jean Bochard
│     │     │     │     │     │
│     │     │     │     │     ├──> 
Jean Bochart

│     │     │     │     
│     │     │     
├──>
 Charlotte Briçonnet
│     │     │     │
│     │     │     
├──>
 Marie Briçonnet, religieuse à Hyères
│     │     │     │
│     │     │     
├──>
 Anne Briçonnet, religieuse à 
Chelles

│     │     │     │
│     │     │     
└──>
 Michelle Briçonnet, religieuse à Bellomer
│     │     │     
│     │     ├──> Jean Briçonnet, trésorier de 
Frédéric d'Aragon
 
roi de Naples
   
│     │     │     x : Jeanne le Viste, veuve d'Étienne Bailli, seigneur d'Ouzereaux; et fille d'Aubert le Viste et de Jeanne Baillet
│     │     │     
│     │     ├──> 
Michel Briçonnet
 (1477-1574, 97 ans), grand-vicaire de Narbonne, 
évêque de Nimes
 en 1517 après son 
oncle
, et 
évêque de Lodève
 en 1560 
│     │     │
│     │     ├──> Regnaud Briçonnet, argentier du roi 
François
 
I
er
, receveur général de 
Touraine

│     │     │     x : Madeleine Champrond
│     │     │
│     │     └──> Perronnelle Briçonnet
│     │           x : 
Olivier Barrault
, 
receveur général des finances
 en 
Anjou
 et 
Bretagne

│     │
│     
├──>
 Jean Briçonnet (†1477), 
secrétaire du roi
 
Louis XI
 
│     │
│     
├──>
 Martin Briçonnet (†1502), docteur en 
théologie
, grand 
archidiacre
 de 
Reims
, 
chanoine
 de 
Saint-Martin
 et 
Saint-Gatien de Tours
    
│     │      
│     
├──>
 
Robert Briçonnet
 (†1497), 
chancelier de France
, 
archevêque de Reims
            
│     │

Seigneur de Cormes
, de 
Cornay

Seigneur de Prasville
 
(
Aller à la fin
)
             
│     
├──>
 Pierre Briçonnet (†1509), seigneur de 
Cormes
[
20
]
 et de Cornay (à 
Saint-Cyr-en-Val
) (1500)
[
21
]
, notaire et 
secrétaire du roi
, maître des comptes sous 
Louis XI
, 
général des finances
 de Languedoïl
[
22
]
 (1493-1496) sous 
Louis XII
 (et gouverneur ?)
│     │     x : Anne compaing, dame de Cornay
[
21
]
, fille de Gérard Compaing, seigneur de 
Prasville
 et de Cornay, conseiller au 
parlement
; et de Marie le Prêtre
│     │     │
│     │     ├──> François Briçonnet, seigneur de 
Cormes
 et de 
Prasville
, 
secrétaire du roi
 et maître de la 
Chambre aux deniers

│     │     │     x : Anne de la Croix
[
23
]
, fille de Geoffroy de la Croix, 
baron
 de 
Plancy
, trésorier des guerres; et de Philippe Marcel
│     │     │     │
│     │     │     └──> Anne briçonnet
│     │     │           x : 
Claude Robertet
, 
baron
 d'Alluye, général de Normandie, et 
maître d'hôtel du roi

│     │     │
│     │     ├──> Pierre Briçonnet, seigneur de 
Cormes
, trésorier général du 
Milanais
, 
panetier de la reine
, et 
échanson
 de la 
reine de Navarre

│     │     │           x : Marie Hesselin, fille de Jean Hesselin, seigneur de 
la Chaussée
; et de Marguerite Pié-de-fer
│     │     │           │
│     │     │           ├──> Pierre Briçonnet, seigneur de 
Cormes
, l'1 des 100 gentilshommes de la 
maison du roi
 en 1558, capitaine en 
Piémont

│     │     │           │     x : Isabelle Brachet, fille de Jean Brachet, seigneur de Pormorand, 
secrétaire du roi
; et de Marie Hennequin
│     │     │           │     │
│     │     │           │     ├──> Pierre Briçonnet (vers †1621), seigneur de 
Cormes
, grand maître des 
Eaux et Forêts
 
d'Orléans

│     │     │           │     │     x : Marie Mareau, fille de Hector Mareau, seigneur de Villerégis; et de Gérarde Framberge
│     │     │           │     │     │
│     │     │           │     │     ├──> Pierre Briçonnet, écuyer, seigneur de 
Cormes
, capitaine au régiment de Saint-Paul en 1622, trésorier de France à 
Orléans

│     │     │           │     │     │     x : Jeanne Begon
[
24
]
, fille de Jean Begon, écuyer, trésorier de France à 
Orléans
; et d'Anne de Troye
│     │     │           │     │     │     │
│     │     │           │     │     │... 
│     │     │           │     │     │
│     │     │           │     │     ├──> Jacques Briçonnet, seigneur de Bailestre (fut longtemps en Hollande)
│     │     │           │     │     │
│     │     │           │     │     ├──> Antoine Briçonnet, seigneur de Sermorelles
│     │     │           │     │     │
│     │     │           │     │     ├──> Gérarde Briçonnet
│     │     │           │     │     │     x : Jacques de la Carnaye, seigneur de Charmont, et de Bonderoy
│     │     │           │     │     │
│     │     │           │     │     └──> Marie Briçonnet
│     │     │           │     │           x : Claude de Plaix, seigneur d'Armes et de Brion, gendarme de la compagnie du 
comte de Soissons

│     │     │           │     │

Seigneur de la Source

│     │     │           │     └──> Charles Briçonnet, seigneur de la 
Source
[
21
]
 et de Campezat, contrôleur 
général des finances
 à 
Orléans
, et capitaine de la Marine
│     │     │           │           x : Anne de Launay, dame de la 
Source
, fille de Jacques de Launay, seigneur de Verteuille, et de la Frogerie, trésorier des gardes du corps; et d'Anne le Voix
│     │     │           │           │
│     │     │           │           ├──> Isabelle Briçonnet, dame de la 
Source

│     │     │           │           │     x 1619 : Pierre de Meules, receveur 
général des finances
 à 
Orléans

│     │     │           │           │
│     │     │           │           └──> Charlotte Briçonnet
│     │     │           │                 x : Claude Berthereau, seigneur de Montfranc et de beauregard, commissaire des guerres
│     │     │           │
│     │     │           ├──> François Briçonnet, seigneur de 
Sermaises
, capitaine d'infanterie en 
Piémont
 (vivait en 1617)
│     │     │           │     x : Marie Michel, fille de Jacques Michel, seigneur de Vieuxmoulin, contrôleur des bâtiments; et de Denise le Picart
│     │     │           │     │
│     │     │           │     ├──> François Briçonnet, seigneur de Sermerolles
[
25
]
, de Barberonville
[
26
]
, contrôleur des guerres, maître d'hôtel de 
Marie de Médicis

│     │     │           │     │     x : Anne du Fayot, fille de Gilles du Fayot, secrétaire du roi; et d'Anne Lallemant
│     │     │           │     │
│     │     │           │     ├──> André Briçonnet, religieux à Chesy
│     │     │           │     │
│     │     │           │     ├──> Jean Briçonnet, religieux à Chesy
│     │     │           │     │
│     │     │           │     ├──> Jacques Briçonnet, seigneur de Carmesel
│     │     │           │     │
│     │     │           │     ├──> Charles Briçonnet, seigneur de la Gilotière, homme d'armes de la Compagnie du 
duc d'Orléans

│     │     │           │     │
│     │     │           │     ├──> Nicolas Briçonnet (†1621)
│     │     │           │     │
│     │     │           │     ├──> Marie Briçonnet
│     │     │           │     │     x : Martin Fayet, seigneur de 
Gascourt
, contrôleur des guerres
│     │     │           │     │
│     │     │           │     ├──> Madeleine Briçonnet
│     │     │           │     │     x : François Braque, seigneur de 
Piscop et du Luat
 
│     │     │           │     │
│     │     │           │     └──> Marguerite Briçonnet, 
abbesse
 de 
Saint-Rémi des Landes

│     │     │           │
│     │     │           ├──> Marie Briçonnet, religieuse à 
Chelles

│     │     │           │
│     │     │           ├──> Anne Briçonnet, religieuse à 
Chelles

│     │     │           │
│     │     │           ├──> Madeleine Briçonnet, religieuse aux 
Filles-Dieu

│     │     │           │
│     │     │           ├──> Françoise Briçonnet, religieuse à Chantelou
│     │     │           │
│     │     │           └──> René Briçonnet, 
receveur
 des 
tailles
 à 
Thouars

│     │     │                 x : Marie de Coûture, fille d'Amaury de Coûture, seigneur de la Charmetière
│     │     │                 │
│     │     │                 ├──> Jean Briçonnet, 
receveur
 des 
tailles
 à 
Thouars

│     │     │                 │
│     │     │                 ├──> Joseph Briçonnet
│     │     │                 │
│     │     │                 ├──> René Briçonnet
│     │     │                 │
│     │     │                 ├──>... Briçonnet
│     │     │                 │     x : Adam le Bœuf, 
receveur
 de la 
Traite
 à 
Saumur

│     │     │                 │ 
│     │     │                 ├──> Nicole Briçonnet
│     │     │                 │     x : Nicolas Bodin, seigneur de Milly
│     │     │                 │
│     │     │... (+ 4 filles)
│     │     │
│     │     ├──> Charlotte Briçonnet (†1552
[
27
]
)
│     │     │     x(1) 1502 : Étienne Petit (1484-1508)
[
27
]
, 
Grand Audiencier
 de France
│     │     │     x(2) : Pierre le Gendre (†1524), seigneur d'Alincourt, trésorier de France
│     │     │     x(3) 1526 à 1533 : Antoine le Viste, seigneur de Fresnes, président au 
parlement

│     │     │     x(4) : Charles de Pierrevive, seigneur de 
Lésigny
 en Brie, trésorier de France
│     │     │
│     │     ├──> Marie Briçonnet, dame de 
Prasville

│     │     │     x : Morelet ou Morlet du Museau : Jean (†1529 à 
Fribourg
), seigneur de Champrond, maître d'hôtel du roi et ambassadeur en Suisse, ou Marc, seigneur de de Prasville, général des finances ?

Fin des seigneurs de Prasville

│     │     │     │
│     │     │     ├──> Anne du Museau
│     │     │     │     x : Jean de Beaune (1525-), seigneur de la Tour d'Argy, fils de Guillaume de Beaune et de Bonne Cothereau     
│     │     │     │     │
│     │     │     │     ├──> Marie de Beaune (1557-1611)
│     │     │     │     │     x 1577 : 
Anne de Montmorency
 (†1592 au 
château de Courtalain
), fils de 
Pierre
, marquis de 
Thury
, et de Jacqueline d'Avaugour
[
28
]
 
│     │     │     │     │
│     │     │     │     
│     │     │     └──> Denise du Museau
│     │     │           x : Nicolas II 
de Neufville
(†1554), seigneur de l’Équipée, de Villeroy, Chanteloup, secrétaire du roi en 1507, trésorier de France, secrétaire des Finances et de la chambre du roi de François 
I
er
, cohéritier en mars 1537 des biens de la famille le Gendre-Villeroy, qu'il donna à ses enfants en 1553
[
29
]

│     │     │
│     │     ├──> Anne Briçonnet (†1519)
│     │     │     x : Pierre de la Vernade (mort à 50 ans
[
30
]
), seigneur de Brou et de 
Théméricourt
, 
maître des requêtes
 de 1500 à 1532
[
31
]
, et 
ambassadeur
 à Venise
│     │     │ 
│     │     ├──> Gérarde Briçonnet (morte jeune)
│     │     │ 
│     │     └──> Madeleine Briçonnet
│     │           x : François du Puy de 
Vatan

│     │

Seigneur du Plessis-Rideau

│     
└──>
 
Guillaume Briçonnet (1445-1514)
, le jeune, le 
cardinal de Saint-Malo
, seigneur du Plessis-Rideau (aujourd'hui 
les Réaux
)
│            x : Raoulette de Beaune (†1487), sœur de 
Jacques de Beaune
, baron de 
Semblançay
[
32
]
, et de Catherine, enfants de Jean de Beaune et de Jeanne Binet
[
33
]

│            │
│            ├──> Jean Briçonnet (†1559), chevalier, seigneur du 
Plessis-Rideau
, baron de 
Payns
, 
conseiller d'État
, trésorier général de 
Provence
 et 
Dauphiné
, second président en la Chambre des Comptes de Paris
│            │     x Louise Raguier
[
34
]
, fille de Jean Raguier, 
seigneur de la Motte de Tilly
, trésorier des guerres; et de Marie de Beauvarlet, dame d'
Esternay

│            │     │
│            │     ├──> Anne Briçonnet (1502-1563), dame de 
Payns
 en 1553
│            │     │     x 1524 : Robert Dauvet (†1549), seigneur de Rieux, président chambre des comptes 1533; fils de Guillaume Dauvet (†1520), seigneur de 
Clagny
, conseiller-
maître des requêtes
 de l'hôtel du roi; et de Jeanne Luillier, dame de de Rieux et de Fraucourt
│            │     │
│            │     └──> Madeleine Briçonnet, dame du 
Plessis-Rideau

│            │           x : Thibaut de Longuejoue (†1550), seigneur d'
Ivergny
, maître des requêtes; fils de 
Mathieu de Longuejoue
[
35
]
, et de Madeleine de Chambellan

Fin des seigneurs de Plessis-Rideau

│            │           │
│            │           ├──> Françoise de Longuejoue († 1633)
│            │                 x : Pierre de Foissy, seigneur de Cernay
│            │                 x : 
Robert de Harlay
, baron de Montglat
│            │
│            ├──> 
Guillaume Briçonnet (1470-1534)
, 
évêque de Meaux
     
│            │
│            ├──> 
Denis Briçonnet
 (1473-1535), 
évêque de Toulon
, 
Lodève
 et 
Saint-Malo
, fait bâtir le château de 
Coussay

│            │
│            ├──> 
Katherine Briçonnet
 (1494-1526)
│            │     x : 
Thomas Bohier
 (†1524), seigneur de Ciergue, 
Chizé
, 
Chenonceaux

│            │     │
│            │     ├──> Antoine Bohier (†1569), fils aîné, 
baron
 de 
Saint-Ciergues
, gouverneur de 
Touraine
, 
abbé commendataire
 de 
Bernay
 et doyen de 
Tours

│            │     │     x : Anne Poncher, dame de Villemenon, fille de 
Louis Poncher
 et de Robine le Gendre
│            │     │ 
│            │     ├──> 
François Bohier
, doyen de la cathédrale de Tours, puis 
évêque de Saint-Malo
. 
│            │     │
│            │     ├──> Guillaume Bohier, seigneur de Longuetouche en 
Vendômois
, de la Roche en 
Bourgogne
, du Plessis-Barthélemy, 
bailli de Cotentin
, Maire de 
Tours
 en 1536, 1549 et 1553
│            │     │     x : Marie d'Alès
│            │     │
│            │     ├──> 
Gilles Bohier
, 
évêque d’Agde
 et doyen de 
Tarascon

│            │     │
│            │     ├──> Anne Bohier
│            │     │     x : 
Nicolas de Cerisay
, seigneur et 
baron
 de la Rivière
│            │     │     │
│            │     │     └──> Antoinette de Cerisay
│            │     │           x 1538 : 
François Olivier
 (†1560)
│            │     │
│            │     ├──>... Bohier
│            │     │     x : Jean de la Chesnaye, général des finances d'outre Seine et Yonne
│            │     │
│            │     ├──> Jeanne Bohier
│            │     │     x : Antoine du Bois..., maître d'hôtel du roi Charles VIII
│            │     │            
│            │     ├──> Marie Bohier
│            │     │     x 1512 : Annet de Montmorin (†1555), seigneur de Naddes, Aubierre, Lespinasse, gouverneur du 
Bourbonnais

│            │     │
│            │... (+ 2 filles)
│            │
│            └──> Nicolas Briçonnet (†1529), contrôleur et 
général des finances
 en 
Bretagne

│                  x 1503
[
36
]
 : Charlotte Poncher, fille de 
Louis Poncher
 et de Robine le Gendre
│                  │
│                  └──> Anne Briçonnet
│                        x 1520 : 
Jean Grolier
, trésorier et receveur 
général des finances
 en 
Milanais

│
├──> Bertrand Briçonnet, notaire et 
secrétaire du roi
 
Charles VII

│     x : Marguerite de Carmone
│     │
│     └──> Jean Briçonnet, conseiller au 
parlement

│
├──> Pierre Briçonnet, 
chanoine
 de 
Saint-Martin de Tours
, 
prieur
 de 
Monnoye

│

Seigneur de Chanfreau

├──> Jean Briçonnet
[
2
]
, le jeune (
4
e
 
fils
), dit 
Patron
, seigneur de 
Chanfreau
, conseiller du roi Louis XI, receveur des 
aides
 à Paris, 
maire de Tours
 en 1469, député aux 
états de 1484
[
37
]

│     x(1) : Catherine de Beaune, sœur de 
Jacques de Beaune
, et de Raoulette, enfants de Jean de Beaune et de Jeanne Binet
[
33
]

│     │

Seigneur de Candé

│     ├──> François Briçonnet (avant †1531), seigneur de 
Candé
, maire de 
Tours
 (1499-1500)
[
38
]
, receveur 
général des finances
, maître de la 
Chambre aux deniers
 en 1511
│     │     x : Denise le Bechel
│     │     │
│     │     ├──> Robert Briçonnet (mort jeune)
│     │     │ 
│     │     └──> Jeanne Briçonnet
│     │           x : Charles Mesnager, argentier de la reine
│     │
│     ├──> Jean Briçonnet, 
chanoine
 de 
Saint-Martin de Tours

│     │
│     ├──> Adam Briçonnet, 
prieur
 de 
Monnoye
, 
chanoine
 de 
Saint-Martin de Tours
 (après son frère)
│     │
│     ├──> Marie Briçonnet
│     │     x : Jacques Roy, seigneur de Saint-Florent et de Saint-Crapaix, 
secrétaire du roi

│     │
│     ├──> Marie Briçonnet
│     │     x : Macé Binet, seigneur de Beauvais
│     │
│     ├──> Catherine Briçonnet
│     │     x : Jean Georget, seigneur de 
Crémeaux

│     │
│     └──> Perrine Briçonnet, dame de 
Chanfreau

│           x 1482 : Jean Poncher, argentier des rois 
Charles VIII
 et 
Louis XII

│           │
│           └──> Jean Poncher l'aîné (frère d'
Étienne
 et de 
Louis
), fils de Martin Poncher et de Catherine Belin
│                 x 1507 : Catherine Hurault, fille de Jacques (†1517)(frère de 
Philippe
), seigneur de la Grange en Sologne, de 
Cheverny
, fils aîné de Raoul Hurault et de Gommine
│

Fin des seigneurs de Chanfreau

│     │
│     x(2) : Jeanne Goyet
[
39
]
    
│
├──> Perrine Briçonnet
│     x : Jacquemain Cyrolle (†1482), bourgeois de 
Tours

│
├──> Jeanne Briçonnet
│     x : Germain Bouhaille, bourgeois de 
Tours

│
├──> Marie Briçonnet
│     x : Goeffroy Travère, enquêteur en 
Touraine

│
└──> André Briçonnet, 
secrétaire du roi
, greffe royal en 1453, trésorier de l'argenterie en 1465
      x : Nicole Bonnard, fille de Jean Bonnard, seigneur de la Bonardière, 
secrétaire du roi
 et 
receveur
 de 
Loudun
 ; et de Marie Flamberge
      │
      ├──> Catherine Briçonnet
      │     x : Guillaume Ruzé (†1504), conseiller au 
parlement

      │  
      ├──> Jeanne Briçonnet
      │     x : Baudoin de Guisteboust
      │     x : Jean Galocheau (†1536), 
maire de Tours
 en 1512
      │
      ├──> Marie Briçonnet
      │     x : Michel Brocel, comptable de 
Bordeaux

      │
      └──> Anne Briçonnet
```

## Possessions

### Châteaux

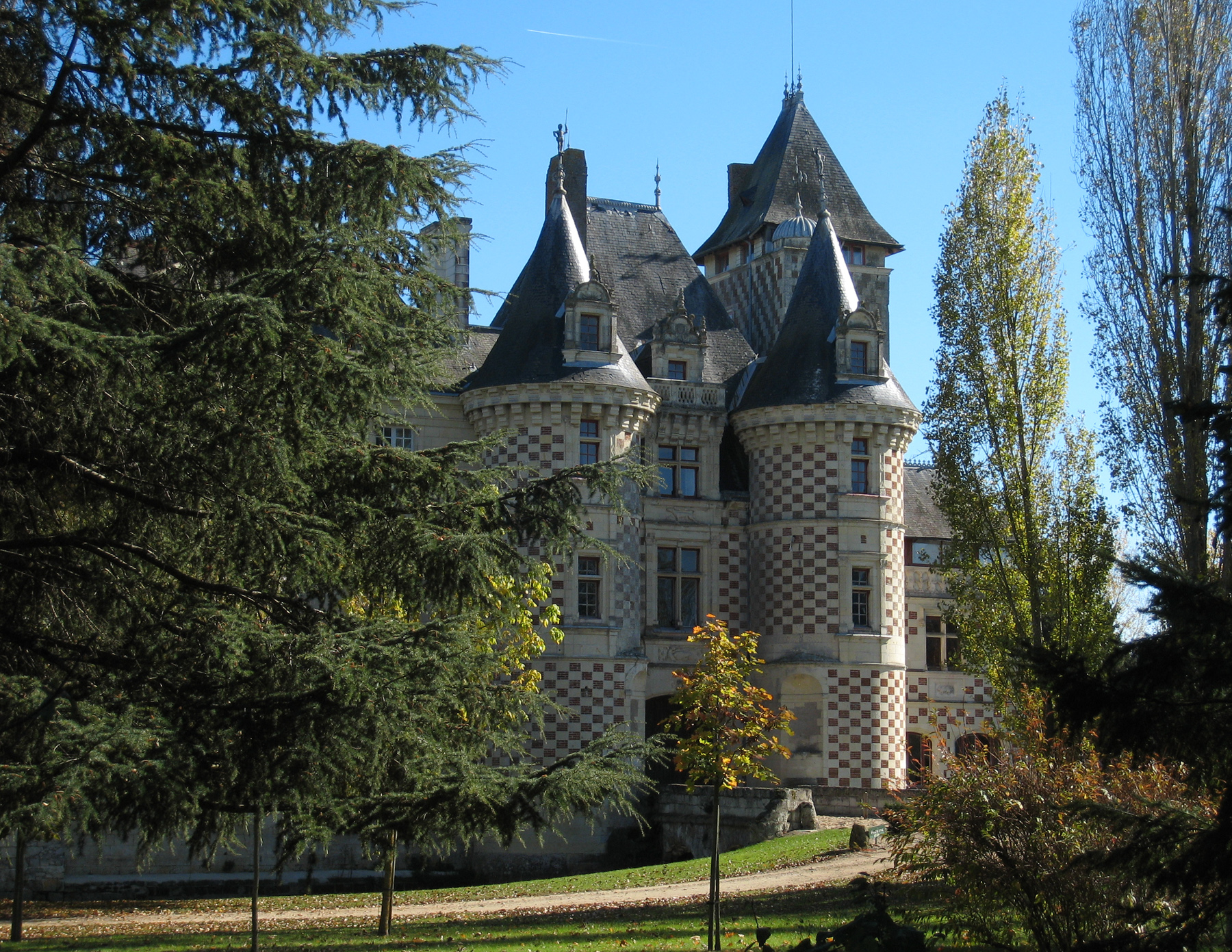
Le château des Réaux (Chouzé-sur-Loire)
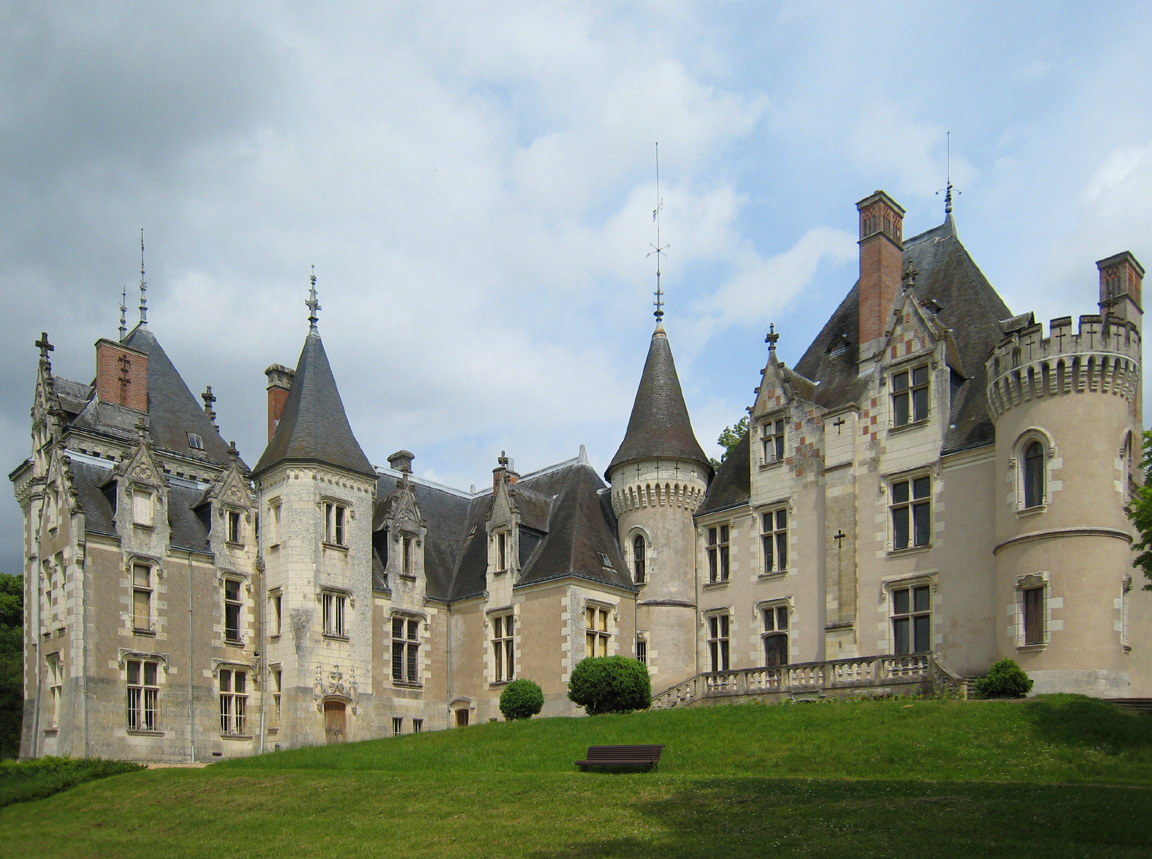
Le château de Candé
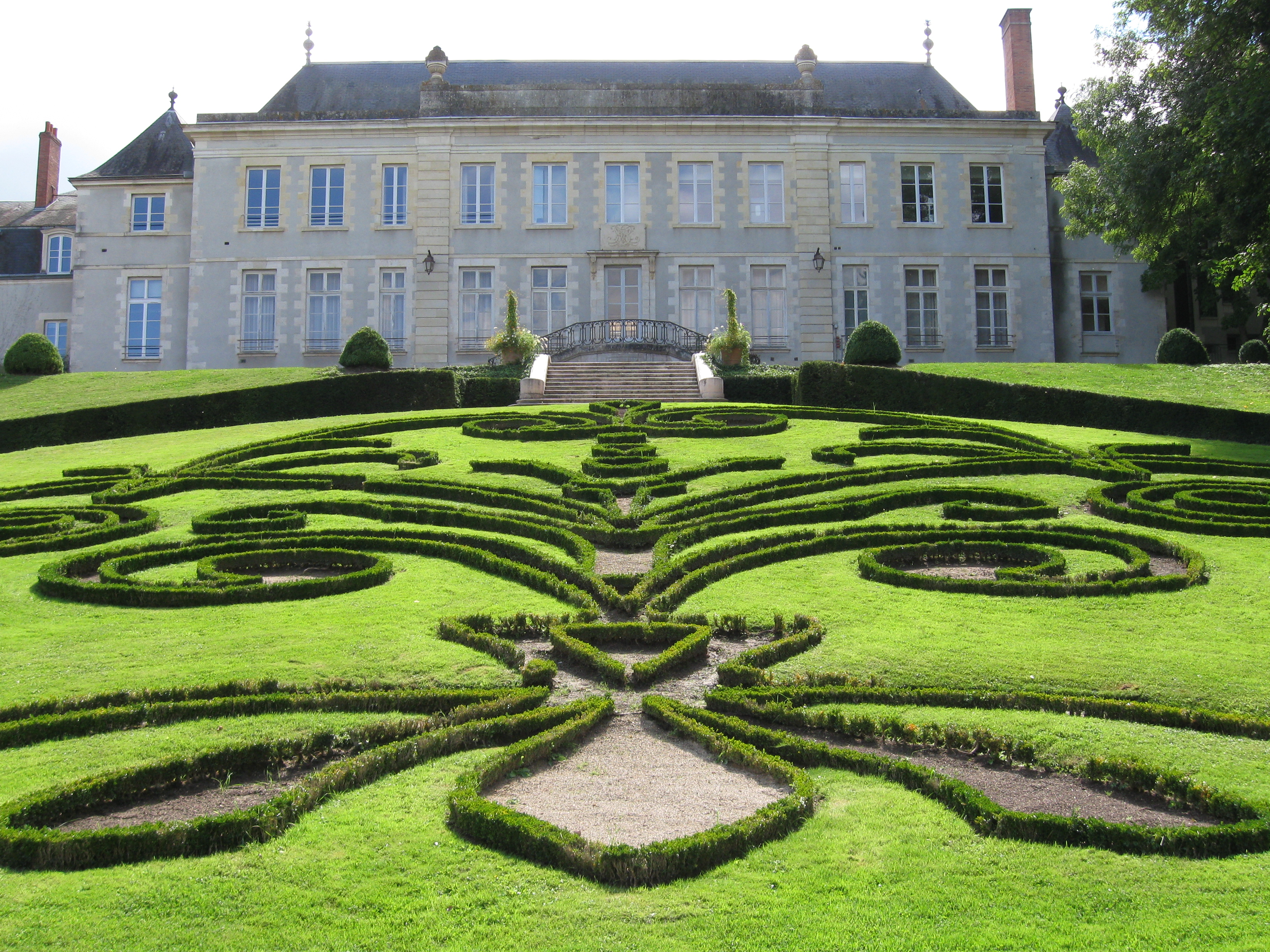
Le château de la Source (Orléans)
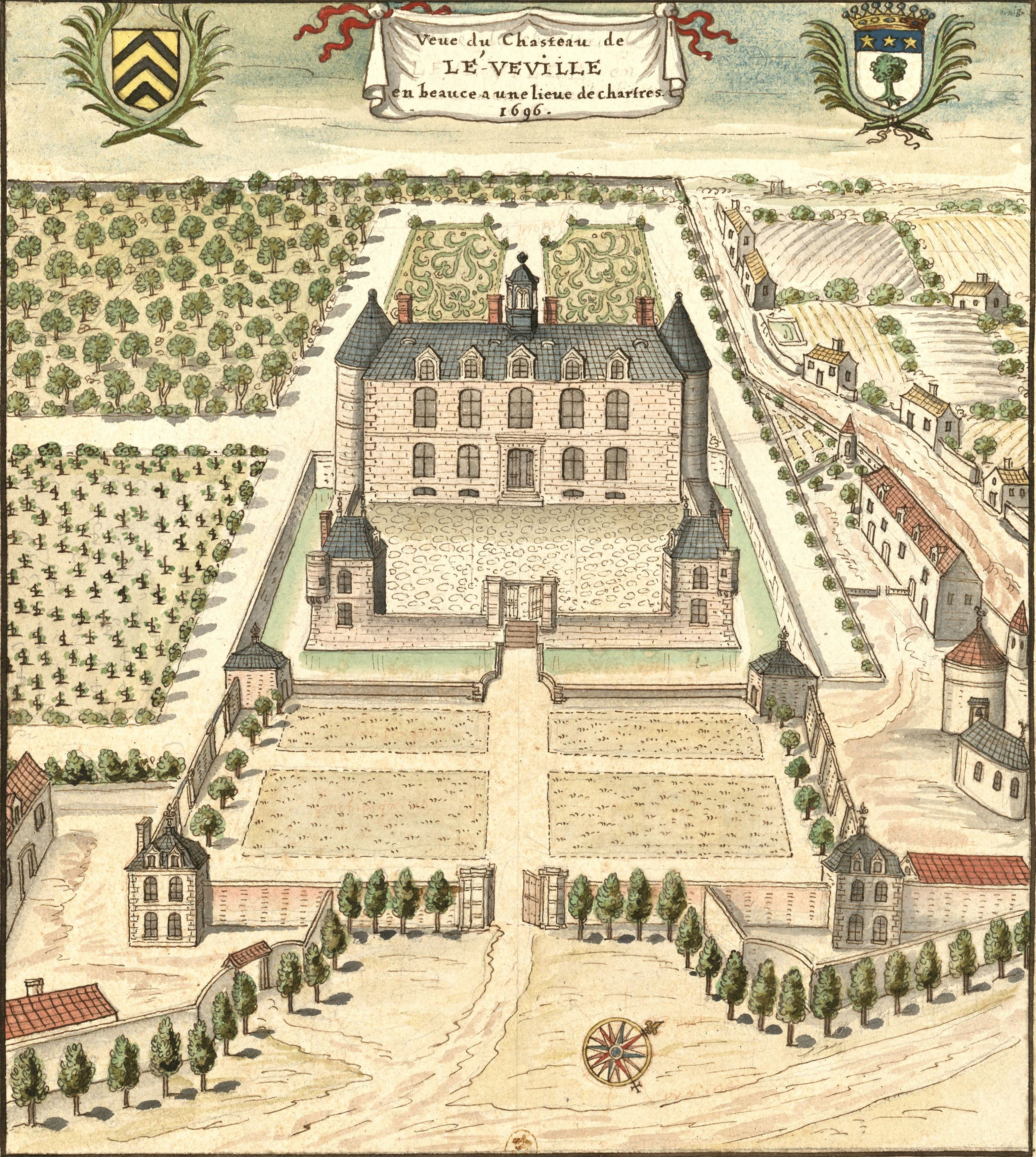
Le château de Levesville en 1696
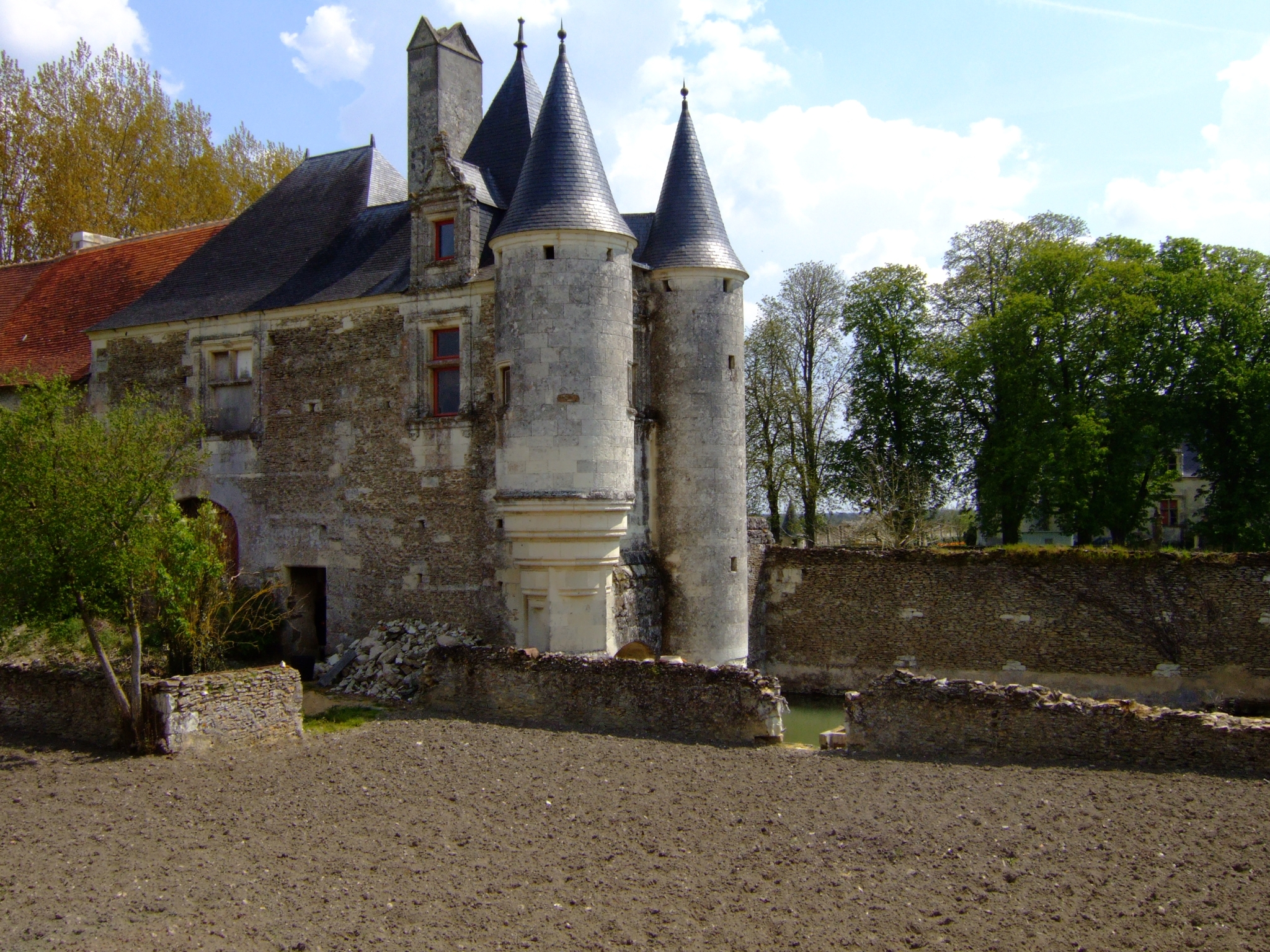
Le château de Coussay

- Château de Magnanville

### FinXVeetXVIesiècles
- branche du Plessis-Rideau (1495-1559)[40] : château du Plessis-Rideau, depuis 1653 château des Réaux, à Chouzé-sur-Loire (Anc. château du Plessis-Macé)[41]
- Candé (fin XVe-) : château de Candé[42] à Monts
- branche de Chanfreau : manoir de Chanfreau à Varennes-sur-Loire

### XVIeetXVIIesiècles
- Cornay (1500-) : château de Cornay[21] à Cornay, sur la commune de Saint-Cyr-en-Val[43] (le château est aujourd'hui disparu[44])
- branche de Cormes (1501[45]-) : château de Cormes[20] à Saint-Cyr-en-Val
- branche de Prasville
- Coussay (1520-1542) : château de Coussay
- branche de Glatigny (1560-1675), au Val de Galie près de Versailles[11] : manoir de Glatigny, jouxtant Clagny[46]
- branche de La Chaussée, marquis d'Oysonville
- branche de Levesville : château de Levesville[47] à Bailleau-l'Évêque
- La Source (1614-1632) : château de la Source[21] à Saint-Cyr-en-Val. Depuis 1960, l'université d'Orléans
- Magnanville : château de Magnanville
- branche d'Auteuil du Quartier d'Auteuil. Érigée en baronnie en 1677[48]
- branche de Millemont
- Villarceaux : domaine de Villarceaux
- Rosay : château de Rosay à Rosay (Yvelines)
- branche de Feucherolles
- branche de Lessay
- branche de Meusnières

### FinXVIIeetXVIIIesiècles
- Germigny (1683-1690) : Château-Renaud[49] à Germigny-l'Exempt
- branche de Tournelles

## Alliances
Les Briçonnet se sont alliés aux familles :Amelot, Allegrain, Barrault, de Beaune, Berthelot, Bohier, Dauvet, Grolier, de Longuejoue, Pluvinel, Poncher, Robertet, Ruzé, de Sève...

## Armes
| Image | Armoiries de la famille Briçonnet |
| ----- | --- |
|       | D’azur à la bande componée d’or et de gueules de cinq pièces, le premier compon de gueules brisé d’une étoile d’or, une autre étoile sur le deuxième canton du chef de l’écu. |
|       | On trouve aussi, les armes précédentes brisées d'un croissant d'argent accompagnant en pointe la bande componnée.                                                             |
|       | Dans l'armorial de Bretagne, on trouve les armes suivantes : D’azur à la bande componée d’or et de gueules, le premier compon de gueules brisé d’une étoile d’or.             |

## Pour approfondir